# جيمي هانان
جيمي هانان (بالإنجليزية: Jimmy Hannan)‏ هو مغني ومقدم تلفزيوني أسترالي، ولد في 25 أغسطس 1934 في سري هيلز ‏ في أستراليا، وتوفي في 7 يناير 2019 في Bellingen, New South Wales ‏ في أستراليا بسبب سرطان.

## وصلات خارجية
- جيمي هانان على موقع IMDb (الإنجليزية)
- جيمي هانان على موقع ميوزك برينز (الإنجليزية)
- جيمي هانان على موقع ديسكوغز (الإنجليزية)